# رفائيل مالر
رفائيل مالر (15 أغسطس 1899-4 أكتوبر 1977) مؤرخ إسرائيلي، عاش في بولندا وأمريكا وإسرائيل.
في عام 1977، حصل على جائزة إسرائيل لمساهماته في تاريخ الشعب اليهودي. 

## حياته
ولد مالر في 15 أغسطس 1899 في نوفي سونتس في منطقة غاليسيا التي كانت تابعة للإمبراطورية النمساوية المجرية. التحق بالمدرسة العامة البلدية في المدينة، حيث كان الطالب اليهودي الوحيد، ودرس في يشيفا يهودية، وكذلك درس مع مدرسين خاصين.
ترك مالر المدرسة الدينية عندما كان في الخامسة عشرة من عمره وأنهى تعليمه الثانوي في كراكوف. ثم ذهب إلى فيينا حيث درس التاريخ والفلسفة في جامعة فيينا والتلمود في المجمع الحاخامي. حصل على الدكتوراه في عام 1922، بأطروحته حول المشاكل الاجتماعية للتقدم.
عاد بعد ذلك إلى بولندا، حيث قام بتدريس التاريخ في المدارس الثانوية اليهودية، وانضم لحركة «بوعالي تسيون» الماركسية الصهيونية، وشجع البحث التاريخي اليهودي الحديث. وأسس هو وإيمانويل رينغلبلوم دائرة المؤرخين اليهود الشباب، والتي انضمت لاحقًا إلى القسم التاريخي في المعهد العلمي اليديشي. وشارك بنشاط في هذا المعهد كباحث ومحرر.
من عام 1924 إلى عام 1937، قام مالر بتدريس التاريخ العام واليهودي في مدرسة ثانوية في وارسو. وكان ناشطًا في فرع وارسو للجمعية التاريخية البولندية. ولقد ارتبط بالحركة العمالية اليهودية منذ شبابه. وساهم في تحرير عدة مجالات مهتمة بالتاريخ. كما ترأس الجمعية التعليمية للعمال اليهود في بولندا حتى عام 1931، عندما قامت الحكومة البولندية بحلها.
هاجر إلى الولايات المتحدة الأمريكية في عام 1937 بدعوة من المركز العلمي اليديشي، واستقر في مدينة نيويورك. وعمل محاضرًا فيه، وفي معهد المعلمين التابع لـ تحالف العمل الوطني اليهودي. كان أيضًا محاضرًا في معهد هرتسليا للمعلمين العبريين من عام 1938 إلى عام 1939، وفي الحرب العالمية الثانية قام بتدريس التاريخ اليهودي في مدرسة جيفرسون للدراسات الاجتماعية ومدرسة الدراسات اليهودية.  كتب على نطاق واسع في التاريخ اليهودي، وتخصص في النظرية الاجتماعية والاقتصادية لليهود البولنديين، وتاريخ الحركات الاجتماعية والدينية اليهودية، والتأريخ اليهودي. ونشر ثلاثين من مقالاته في الموسوعة اليهودية في برلين، وساهم بمقالات في الموسوعة اليهودية العالمية. 
في عام 1950، هاجر مالر إلى إسرائيل وألقى محاضرة عن التاريخ الاقتصادي اليهودي في مدرسة تل أبيب للقانون والاقتصاد. وفي عام 1959، التحق بهيئة التدريس في جامعة تل أبيب.
كان عضوًا نشطًا في حزب مابام، وكان ماركسيًا متعصبا يعتقد أن الاقتصاد والصراعات الاجتماعية ضرورية لفهم التاريخ اليهودي. كتب عن التاريخ اليهودي باللغات اليديشية والبولندية والألمانية والعبرية واليديشية. كشفت ببليوغرافيا أعماله التي تم جمعها في عام 1974 عن أكثر من 500 منشور.
في عام 1977، حصل على جائزة إسرائيل لمساهماته في المنح الدراسية اليهودية. 
توفي مالر في رمات غان في 4 أكتوبر 1977 